# Col de la Croix de Fer
Der Col de la Croix de Fer (deutsch Eisenkreuz-Pass) ist ein französischer Alpenpass.

## Geographische Lage
Der 2067 Meter hohe Übergang liegt in der Region Auvergne-Rhône-Alpes (Département Savoie) an der D 926 und verbindet Rochetaillée nahe Le Bourg-d’Oisans im Romanche-Tal mit Saint-Jean-de-Maurienne am Fluss Arc im Maurienne-Gebiet.
Die Zufahrt von Nordosten aus Saint-Jean-de-Maurienne misst 29,5 km, diejenige von Südwesten aus Rochetaillée 31,5 km. Bei der Anfahrt aus Rochetaillée zweigt 2,5 km vor der Passhöhe die Straße zum Col du Glandon (1924 m) ab, welcher nach wenigen hundert Metern erreicht wird. Vom Col du Glandon gelangt man nach Saint-Étienne-de-Cuines im Maurienne-Tal (22 km).

## Radsport
Der Col de la Croix de Fer stand erstmals im Jahr 1947 im Programm der Tour de France und wurde seither 19-mal vom größten Radrennen der Welt überquert. Als erster passierte der Italiener Fermo Camellini den Alpenpass auf der 8. Etappe des Jahres 1947, die von Grenoble nach Briançon führte. Nach dem Jahr 1966 dauerte es zwanzig Jahre, ehe der Pass 1986 wieder im Programm der Tour de France aufschien. In den folgenden Jahren diente der Pass meist als vorletzter Anstieg, bevor die berüchtigte Steigung nach Alpe d’Huez in Angriff genommen wurde.
Ab dem Jahr 2006 nutzte die Organisation der Frankreich-Rundfahrt vermehrt die Auffahrt über den nahe gelegenen Col du Glandon (1924 m), dessen Passhöhe sich knapp unter jener des Col de la Croix Fer befindet. 2015 wurde der Col de la Croix Fer erstmals zweimal in einem Jahr von der Tour de France befahren, da die Streckenführung nach Alpe d’Huez über den Col du Galibier (2645 m) aufgrund eines Erdrutsches in der Abfahrt des Col du Lautaret (2058 m) nicht möglich war. Im Jahr 2022 stand auf der 12. Etappe erneut die Nordauffahrt des Col de la Croix Fer auf dem Programm.
Im Verlauf der Jahre wurden beide Auffahrten des Passes im Rahmen der Tour de France absolviert. Seit dem Jahr 1989 sind beide Seiten als Anstieg der Hors Catégorie klassifiziert. Der Sieger der Bergwertung auf der Passhöhe wurde bei der Tour de France 2012 mit dem Souvenir Henri Desgrange geehrt.
| Jahr  | Etappe      | Bergwertung   | Auffahrt | Sieger              |
| ----- | ----------- | ------------- | -------- | ------------------- |
| 1947* | 08. Etappe  | 1. Kategorie  | Süd      | Fermo Camellini     |
| 1948  | 014. Etappe | 1. Kategorie  | Nord     | Gino Bartali        |
| 1952  | 11. Etappe  | 1. Kategorie  | Süd      | Fausto Coppi        |
| 1956  | 18. Etappe  | 1. Kategorie  | Nord     | René Marigil        |
| 1961  | 10. Etappe  | 1. Kategorie  | Süd      | Guy Ignolin         |
| 1963  | 16. Etappe  | 1. Kategorie  | Süd      | Federico Bahamontes |
| 1966  | 16. Etappe  | 1. Kategorie  | Süd      | Joaquín Galera      |
| 1986  | 18. Etappe  | 1. Kategorie  | Nord     | Bernard Hinault     |
| 1989  | 17. Etappe  | HC. Kategorie | Nord     | Gert-Jan Theunisse  |
| 1992  | 14. Etappe  | HC. Kategorie | Nord     | Éric Boyer          |
| 1995  | 10. Etappe  | HC. Kategorie | Nord     | Richard Virenque    |
| 1998  | 15. Etappe  | HC. Kategorie | Süd      | Rodolfo Massi       |
| 1999  | 10. Etappe  | HC. Kategorie | Nord     | Stéphane Heulot     |
| 2006* | 16. Etappe  | HC. Kategorie | Nord     | Michael Rasmussen   |
| 2008  | 17. Etappe  | HC. Kategorie | Nord     | Peter Velits        |
| 2012* | 11. Etappe  | HC. Kategorie | Nord     | Fredrik Kessiakoff  |
| 2015* | 19. Etappe  | HC. Kategorie | Nord     | Pierre Rolland      |
| 2015  | 20. Etappe  | HC. Kategorie | Nord     | Alexandre Geniez    |
| 2017  | 17. Etappe  | HC. Kategorie | Süd      | Thomas De Gendt     |
| 2022  | 12. Etappe  | HC. Kategorie | Nord     | Giulio Ciccone      |

* Auffahrt über den Col du Glandon
Neben der Tour de France stand der Pass bereits im Programm des Critérium du Dauphiné, der Tour de Savoie Mont-Blanc und der Nachwuchs-Rundfahrt Tour de l’Avenir. Der Aufstieg von Saint-Jean-de-Maurienne ist in Abständen von einem Kilometer mit speziellen Schildern für Radfahrer ausgestattet.

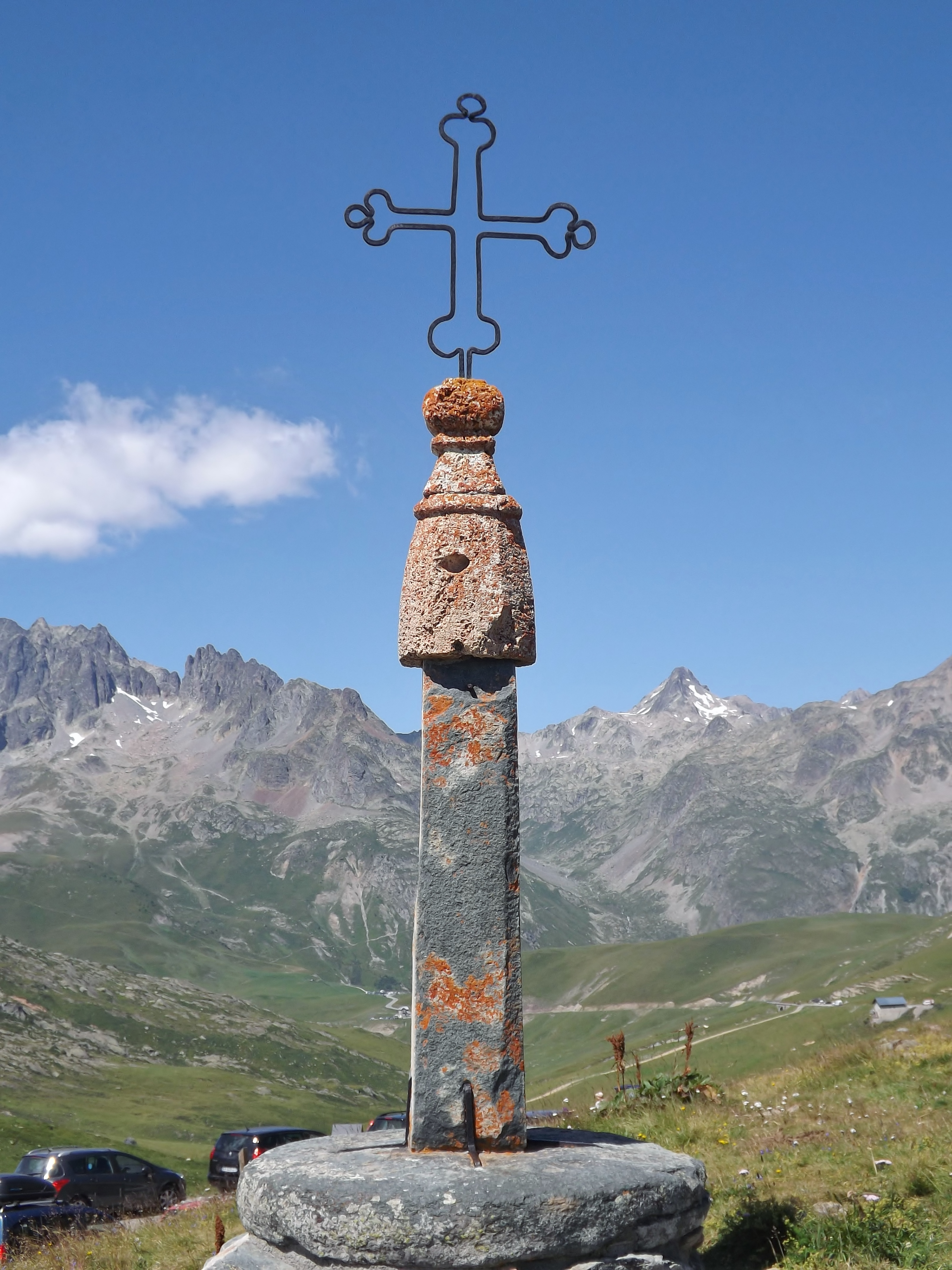
Eisernes Kreuz auf der Passhöhe
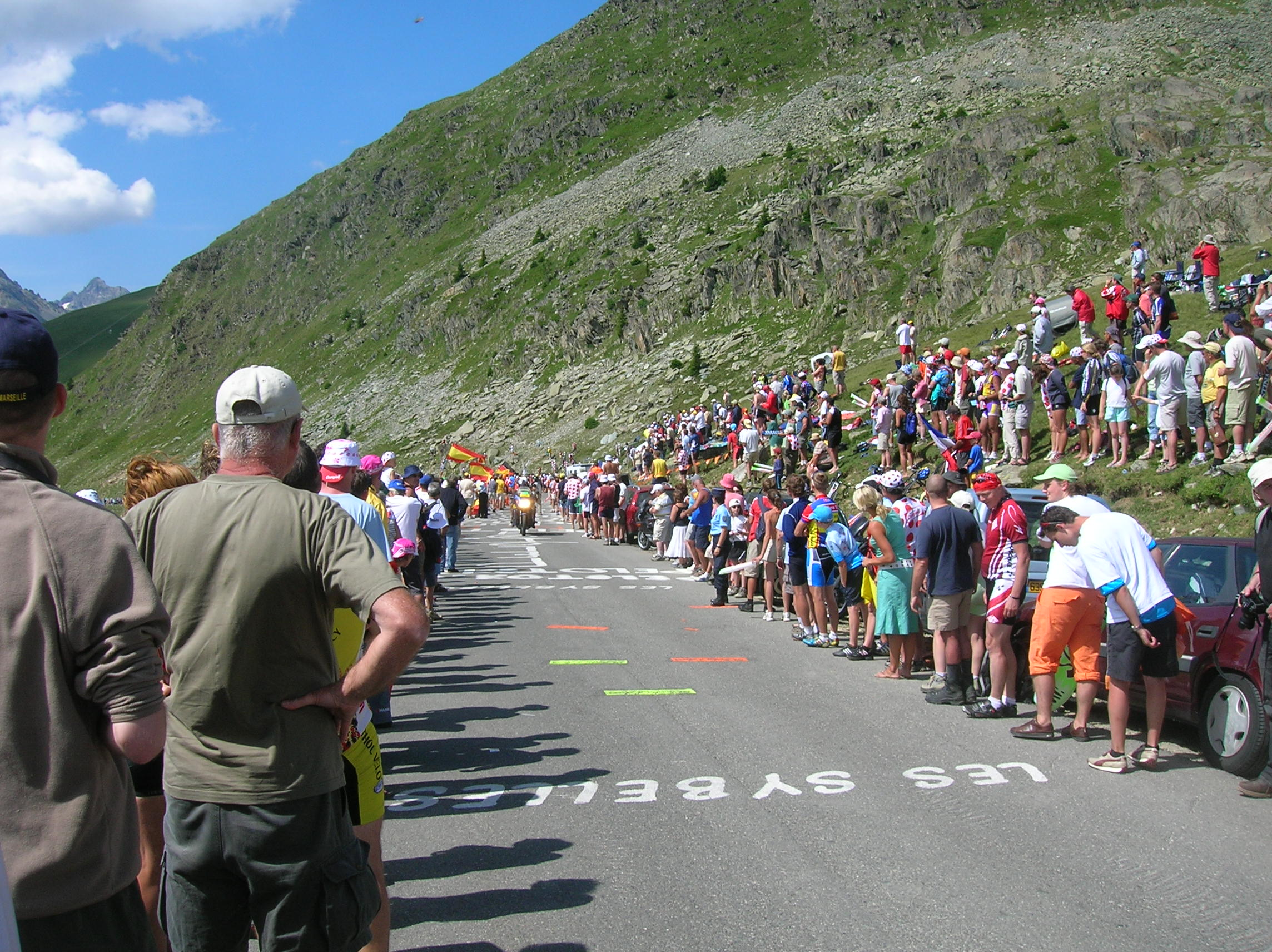
Zuschauer der Tour de France 2006 auf dem Pass
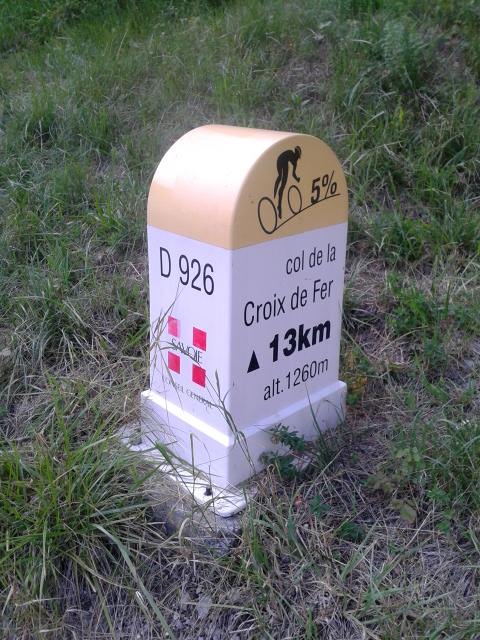
Einer der speziellen Kilometersteine für Radfahrer